# Partido de la Madre Patria
El Partido de la Madre Patria (en turco: Anavatan Partisi, abreviado como ANAP) fue un partido político turco fundado en 1983 por Turgut Özal. Se fusionó con el Partido Demócrata en octubre de 2009.

## Historia
Fue fundado en 1983 por Turgut Özal, quien fue Primer Ministro de 1983 a 1989 y luego Presidente de Turquía hasta su muerte en 1993. El partido reunió a varias corrientes conservadoras y liberales. En términos sociopolíticos, defendió la síntesis del nacionalismo turco y las tradiciones islámicas, y en política económica abogó por la liberalización y una economía de libre mercado. Fue apoyado por partes de la orden sufí Naqshbandiyya, así como por el movimiento de Fethullah Gülen.
Durante los primeros cuatro años de su existencia, desempeñó un papel dominante en el panorama político de Turquía, reforzado por la restrictiva constitución de 1982 que restringió la competencia política y el pluralismo. Hasta 1991, siguió siendo, con mucho, la fuerza más poderosa del Parlamento. 
Formó parte del gobierno de 1983 a 1991 al mando de Turgut Özal y de 1997 a 1998 al mando de Mesut Yılmaz, y estuvo brevemente involucrado en gobiernos de coalición en 1996 y 1999. Durante su primer mandato de gobierno de 1983 a 1989, llevó a cabo reformas económicas con el objetivo de privatizar y reducir la influencia estatal en la economía y abogó por la adhesión de Turquía a la UE. En 1999 el partido tenía 3,2 millones de miembros. 
Después de eso, gradualmente perdió su importancia. En 2002 cayó por debajo del 10 por ciento y no ha tenido representación en el Parlamento desde entonces. En 2009 se fusionó con el Partido Demócrata, pero se restableció dos años después.

## Ideología
El ANAP fue considerado un partido neoliberal y conservador liberal de centroderecha que apoyó las restricciones sobre el papel que el gobierno puede desempeñar en la economía y también apoyó el capital y la empresa privados y algunas expresiones públicas de la religión. Aunque el partido estaba compuesto por una mezcla potencialmente disruptiva de revivalistas islámicos y liberales seculares, pudo formar un gobierno mayoritario y, brevemente, se restauró la democracia.